# Horní Bradlo
Horní Bradlo är en ort i Tjeckien.   Den ligger i regionen Pardubice, i den centrala delen av landet, 100 km öster om huvudstaden Prag. Horní Bradlo ligger 512 meter över havet och antalet invånare är 474.
Terrängen runt Horní Bradlo är kuperad västerut, men österut är den platt. Runt Horní Bradlo är det ganska glesbefolkat, med 45 invånare per kvadratkilometer. Närmaste större samhälle är Chrudim, 16,9 km norr om Horní Bradlo. I omgivningarna runt Horní Bradlo växer i huvudsak blandskog.